# Hách Liên Hoàng hậu
Thái Vũ Hách Liên Hoàng hậu (chữ Hán: 太武赫連皇后; ? - 453) là Hoàng hậu duy nhất của Bắc Ngụy Thái Vũ Đế, hoàng đế Bắc Ngụy trong lịch sử Trung Quốc. Sinh thời bà không hề bị phế nhưng khi mất lại không có thụy hiệu Hoàng hậu như bao hoàng hậu khác. Cái chết của bà có khả năng bị thủ tiêu vì mục đích chính trị.

## Tiểu sử
Hoàng hậu Hách Liên thị, không rõ tên và năm sinh, vốn là Công chúa nước Hạ, con gái của Hạ Vũ Liệt đế Hách Liên Khuất Cái (Tấn thư gọi là Hách Liên Bột Bột).
Năm Thủy Quang thứ 5 (428), Bắc Nguỵ Thái Vũ Đế tiến công Hạ quốc, chiếm được thành Thống Vạn. Anh trai của Hách Liên thị là Hạ Quốc chủ Hách Liên Xương bỏ trốn, Hách Liên thị và hai người em gái bị quân Bắc Ngụy bắt về cung,  trở thành phi tần của Thái Vũ Đế, phong làm Quý nhân. Sang năm Diên Hòa nguyên niên (432), tháng giêng, Thái Vũ Đế chính thức sách lập bà làm Hoàng hậu.
Năm Chính Bình thứ 2 (452), tháng 2, Thái Vũ Đế bị thái giám Tông Ái sát hại. Tông Ái vào cung ép Hách Liên Hoàng hậu ban lệnh lập người con nhỏ của Thái Vũ Đế là Nam An vương Thác Bạt Dư lên làm tân đế. Thác Bạt Dư tôn đích mẫu Hách Liên hậu làm Hoàng thái hậu. Có ý kiến cho rằng Hách Liên hậu liên kết với Tông Ái để trả thù việc Thái Vũ Đế tiêu diệt tông thất nước Hạ, vốn là thân nhân của bà.
Tháng 10 năm đó, Tông Ái lại giết Thác Bạt Dư, rồi bị các đại thần xử tử. Ngôi vua khi này để trống. Các đại thần ủng lập Thác Bạt Tuấn, hậu duệ của con trai cả Thái Vũ Đế là Thái tử Thác Bạt Hoảng đã mất. Thác Bạt Tuấn lên ngôi, tức Bắc Ngụy Văn Thành Đế. Hách Liên Thái hậu được tôn làm Thái hoàng thái hậu.
Năm Hưng An thứ 2 (453), tháng nhuận, ngày Ất Hợi, Thái hoàng thái hậu qua đời, không rõ bao nhiêu tuổi, không có thụy hiệu. Bà được an táng ở Kim lăng (金陵).
Theo bình luận của học giả Lý Bằng (李凭) trong cuốn Bắc Ngụy Văn Thành Đế đích Tam hậu chi tranh (北魏文成帝初年的三后之争) có nhận định về khoảng thời gian này, cho rằng việc Hách Liên thị được Thác Bạt Dư tôn làm Hoàng thái hậu tức cũng biểu thị rõ bà có vai trò nâng đỡ trong việc ông được lập lên ngôi. Nên sau khi Văn Thành Đế lên ngôi, Hách Liên thị lại đột ngột băng, mà còn không có truy phong cũng như ghi chép kĩ càng lý do mất, hoặc thăng phụ thần chủ lên Miếu thất. Đây chứng tỏ cái chết của bà là thủ tiêu chính trị, và việc Tông Ái giết Thái Vũ Đế năm xưa rất có thể cũng liên quan đến bà.